# アウェイクニング (映画)
『アウェイクニング』（原題：The Awakening）は、2011年制作のイギリスのホラー映画。

## あらすじ
1921年、第一次世界大戦後のイギリス。戦争で家族と死別した多くの人々は降霊に救いを求めていた。そんな中、フローレンス・キャスカートは自らも婚約者を戦争で亡くしたのだが、超常現象には懐疑的で、系統的かつ理論的に超自然現象を反証することに没頭していた。
ある日、彼女のもとにルークウッド寄宿学校から調査依頼が舞い込む。度々校内で少年の幽霊が目撃されているというのだ。フローレンスは学校に向かい、調査を開始する。ほどなくして、それは男子生徒のいたずらだと判明するが、フローレンスが学校を去ろうとした時、理屈では到底説明できない出来事が発生する。
フローレンスは教師のロバート・マロリー、依頼主である寮母のモード、両親が忙しくて帰省できなかった少年トムと共にクリスマス休暇で生徒たちが帰省した学校に残り、徹底的に調査することを決意する。
フローレンスは連日ぼんやりと見える少年の亡霊に向き合ううちに、自らの心の内に眠っていたある記憶に辿りつく。

## キャスト
※括弧内は日本語吹替。
- フローレンス・キャスカート：レベッカ・ホール（小林沙苗）
- ロバート・マロリー：ドミニク・ウェスト
- モード・ヒル：イメルダ・スタウントン
- トム：アイザック・ヘンプステッド＝ライト
- コンスタンス・ストリックランド：ルーシー・コウ
- ハリエット：ダイアナ・ケント
- アレクサンダー：リチャード・ダーデン
- ヒュー・パースロー牧師：ジョン・シュラプネル
- フレディ・ストリックランド：カル・マカニンク
- エドワード・ジャッド：ジョゼフ・マウル
- イアン・ハンモア
- スティーヴン・クリー